# Daphnia exilis
Daphnia exilis är en kräftdjursart som beskrevs av Herrick 1895. Daphnia exilis ingår i släktet Daphnia och familjen Daphniidae. Inga underarter finns listade i Catalogue of Life.